# Auguste Schmidt

Auguste Schmidt

Friederike Wilhelmine Auguste Schmidt (* 3. August 1833 in Breslau; † 10. Juni 1902 in Leipzig) war eine deutsche Lehrerin und Schriftstellerin, die 1865 gemeinsam mit Louise Otto-Peters den Allgemeinen Deutschen Frauenverein (ADF) gründete. Sie engagierte sich vor allem für die Mädchenausbildung und die Rechte von Frauen.

## Leben

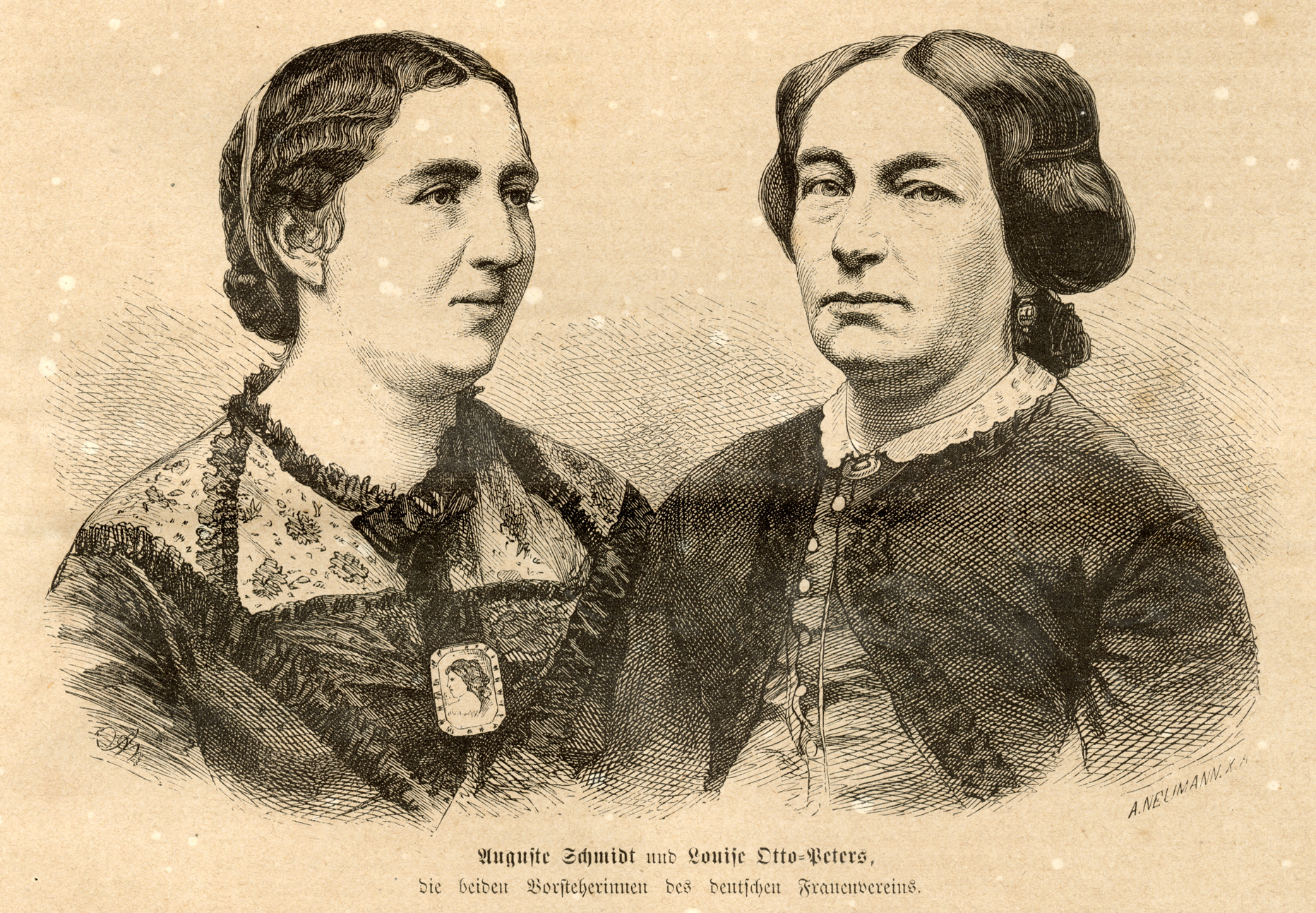
Auguste Schmidt und Louise Otto-Peters, Die Gartenlaube, 1871

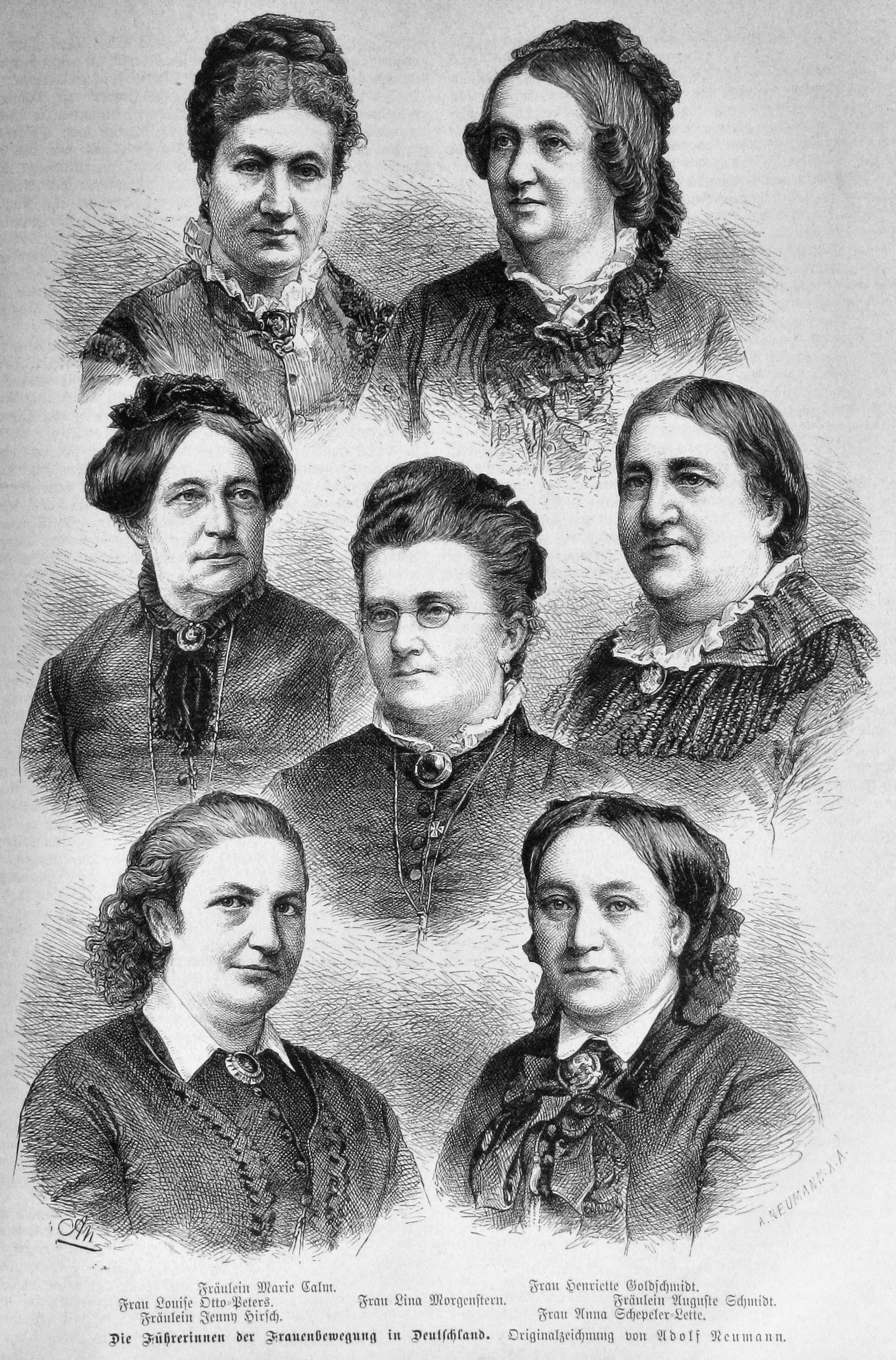
„Die Führerinnen der Frauenbewegung in Deutschland“ in der Gartenlaube 1883. Auguste Schmidt in mittlerer Reihe rechts

Auguste Schmidt war die Tochter eines preußischen Artilleriehauptmanns, der ihr und ihren beiden Schwestern eine gute Berufsausbildung ermöglichte.
Auguste Schmidt besuchte in Posen erfolgreich ein Lehrerinnenseminar. Nach ihrem bestandenen Abschlussexamen im Alter von 17 Jahren arbeitete sie zunächst als Lehrerin in Posen und später an einer Privatschule in Oberschlesien. Danach erhielt sie an der städtischen höheren Magdalenenschule in Breslau eine Anstellung als einzige wissenschaftliche Lehrerin. Mit 28 Jahren stieg Auguste Schmidt, die inzwischen das Schulvorsteherinnenexamen erfolgreich absolviert hatte, zur Direktorin der Latzelschen höheren Privattöchterschule in Leipzig auf. Ihr Unterricht gefiel später der Leiterin des Steyberschen Erziehungsinstituts (Leipzig) so gut, dass diese sie 1862 als Lehrerin für Literatur und Ästhetik einstellte. 1870 übernahm sie die Leitung des Instituts. Zu ihren Schülerinnen gehörte Clara Zetkin, die sich später als Politikerin einen Namen machte. Bei ihrer pädagogischen Arbeit wurde Auguste Schmidt von ihren verwitweten Schwestern unterstützt, mit denen sie zusammenlebte.
Ab 1864 besuchte die Journalistin und Schriftstellerin Louise Otto-Peters jeden Freitag das Haus von Auguste. 1865 gründeten Auguste Schmidt, Louise Otto-Peters und Henriette Goldschmidt den Leipziger Frauenbildungsverein. Bei der ersten deutschen Frauenkonferenz in Leipzig im Oktober 1865 hob Auguste Schmidt zusammen mit Louise Otto-Peters und Marie Loeper-Housselle (1837–1916) den Allgemeinen Deutschen Frauenverein (ADF) aus der Taufe. Bei der Gründungsversammlung des ADF hielt Auguste Schmidt eine Rede, in der sie die Auffassung vertrat, die Frauenbewegung müsse weniger den Widerstand egoistischer Männer als vielmehr die Teilnahmslosigkeit von Frauen fürchten, die sich in dem Zustand ewiger Kindheit und Unterordnung glücklich und zufrieden fühlten. Sie meinte, das Problem der Frauen liege vor allem im Nichterkennen der eigenen Situation. Von 1866 bis 1902 gab sie zusammen mit Louise Otto-Peters (bis 1895) die Zeitschrift des ADF mit dem Titel Neue Bahnen heraus. Die daraus stammende gemäßigte feministische Zeitschrift Der Frauenanwalt sollte später von Elsbeth Krukenberg-Conze weitergeführt werden. 1869 beteiligte sich Auguste Schmidt zusammen mit der Lehrerin Marie Calm (1831–1887) aus Kassel an der Gründung des Vereins deutscher Lehrerinnen und Erzieherinnen. 1890 hob sie in Friedrichroda zusammen mit Helene Lange den Allgemeinen Deutschen Lehrerinnenverein (ADLV) mit aus der Taufe. Von 1894 bis 1899 fungierte sie als Vorsitzende des Bundes Deutscher Frauenvereine (BDF), einer Dachorganisation der bürgerlichen Frauenbewegung, zu dessen Gründerinnen sie ebenfalls gehörte.
Ihr Engagement in der Frauenbewegung ließ Auguste Schmidt wenig Zeit, um ihr Talent zur Schriftstellerei zu beweisen. Zu ihren literarischen Werken gehören die Novellen Tausendschön und Veilchen, die beide 1868 erschienen, sowie die Erzählung Aus schwerer Zeit, die 1895 herauskam. Ab 1895 zeichnete sie für die Zeitschrift Neue Bahnen alleine verantwortlich.
Im Alter von 66 Jahren zog sie sich 1900 aus dem öffentlichen Leben zurück.
Ihre jüngeren Schwestern Anna (Mitbegründerin des Vereins der Hausbeamtinnen, Gründerin verschiedener Fraueneinrichtungen in Leipzig) und Clara (verheiratete Claus) waren ebenso wie Auguste Schmidt sehr aktiv im ADF tätig.

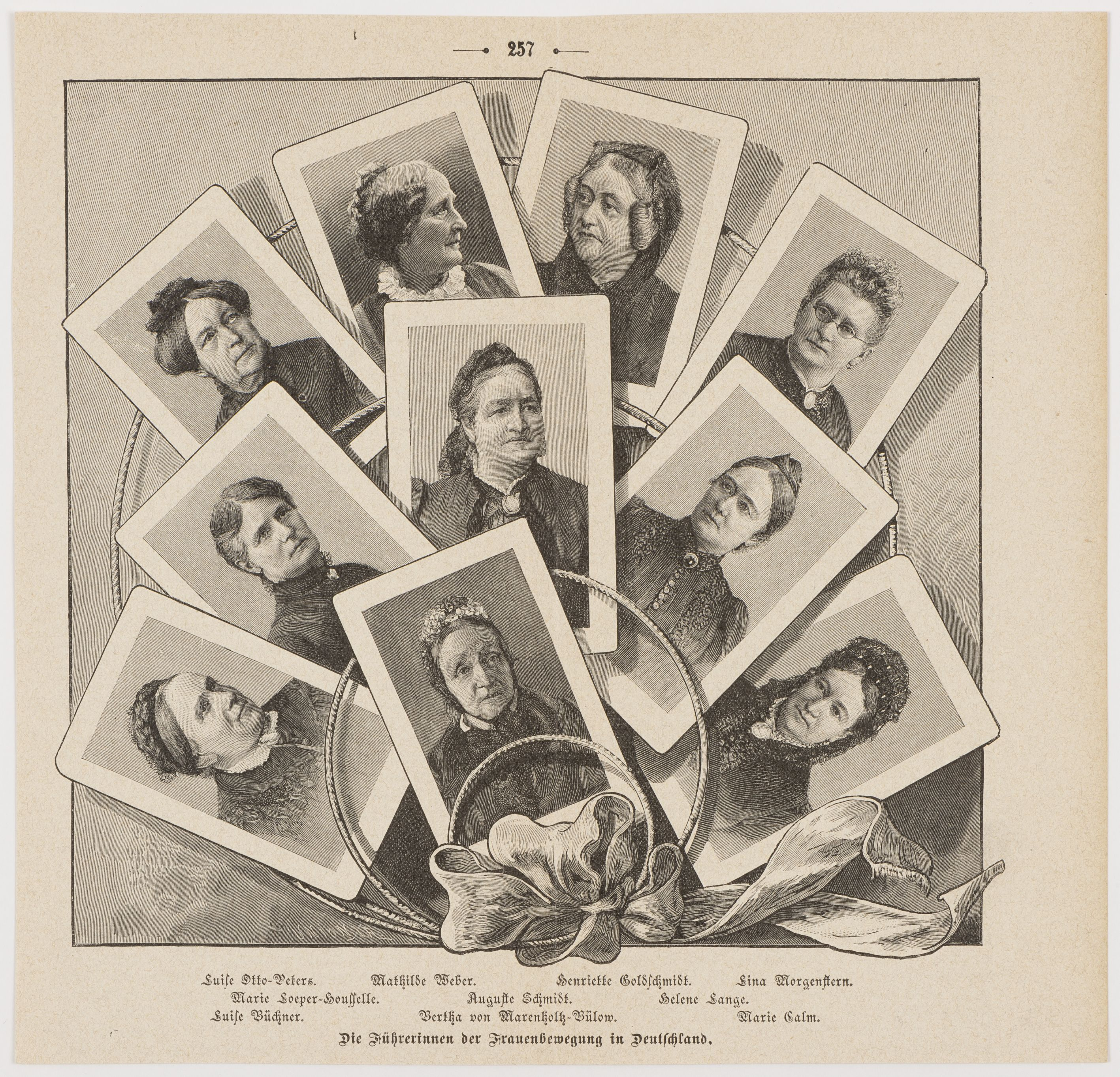
Die Führerinnen der Frauenbewegung in Deutschland, Illustration aus Die Gartenlaube, 1894, Auguste Schmidt in der 2. Reihe in der Mitte
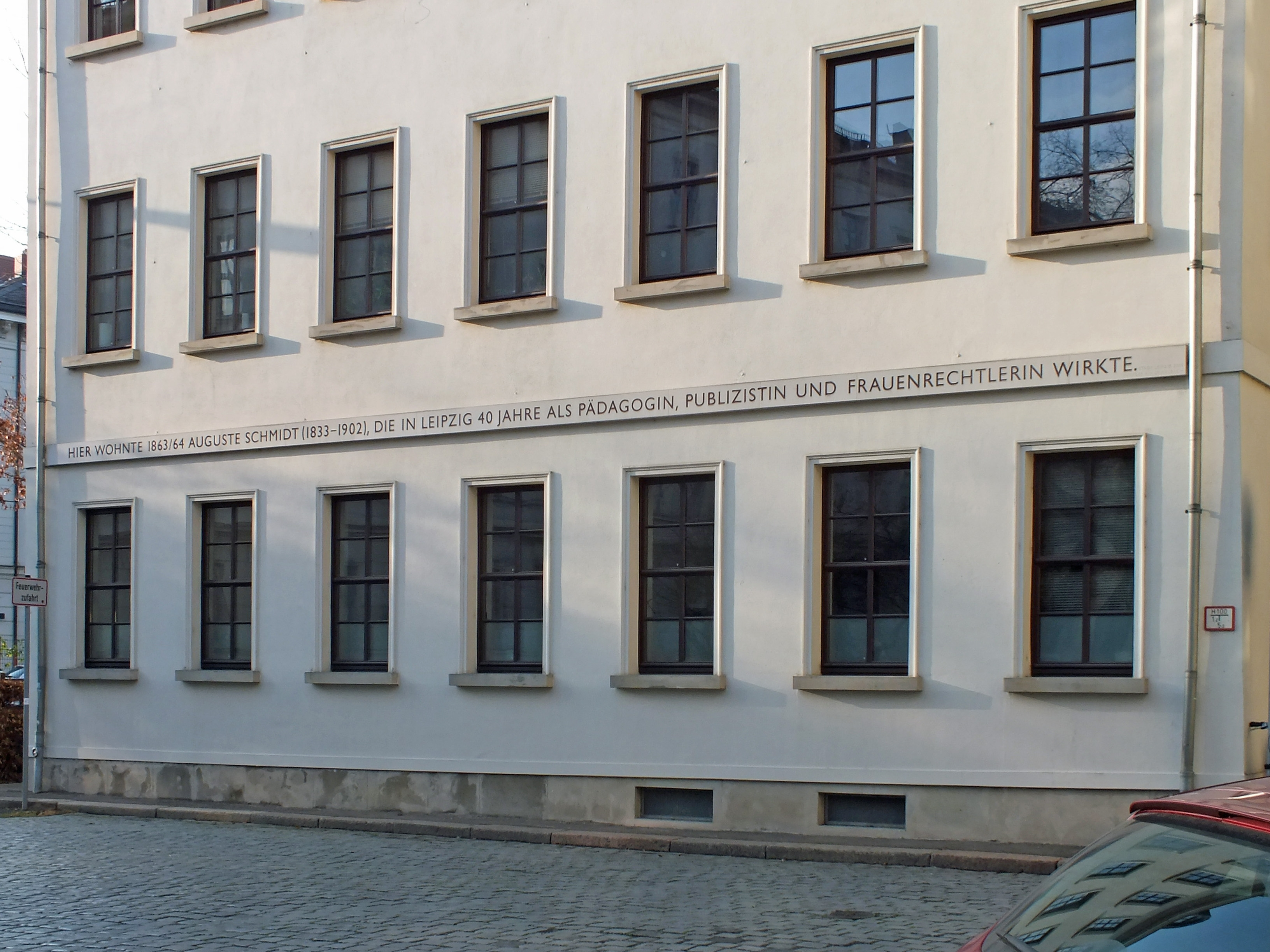
Wohnhaus von Auguste Schmidt in Leipzig
Grabstätte Auguste Schmidt auf dem Neuen Johannisfriedhof in Leipzig, 1902
Fotografie von August Schmidt

Auguste Schmidt wurde ursprünglich auf dem Neuen Johannis-Friedhof in Leipzig bestattet. 1995 wurde ihr Grabstein jedoch auf den Alten Johannis-Friedhof verbracht.